# Sárkányfogvetemény

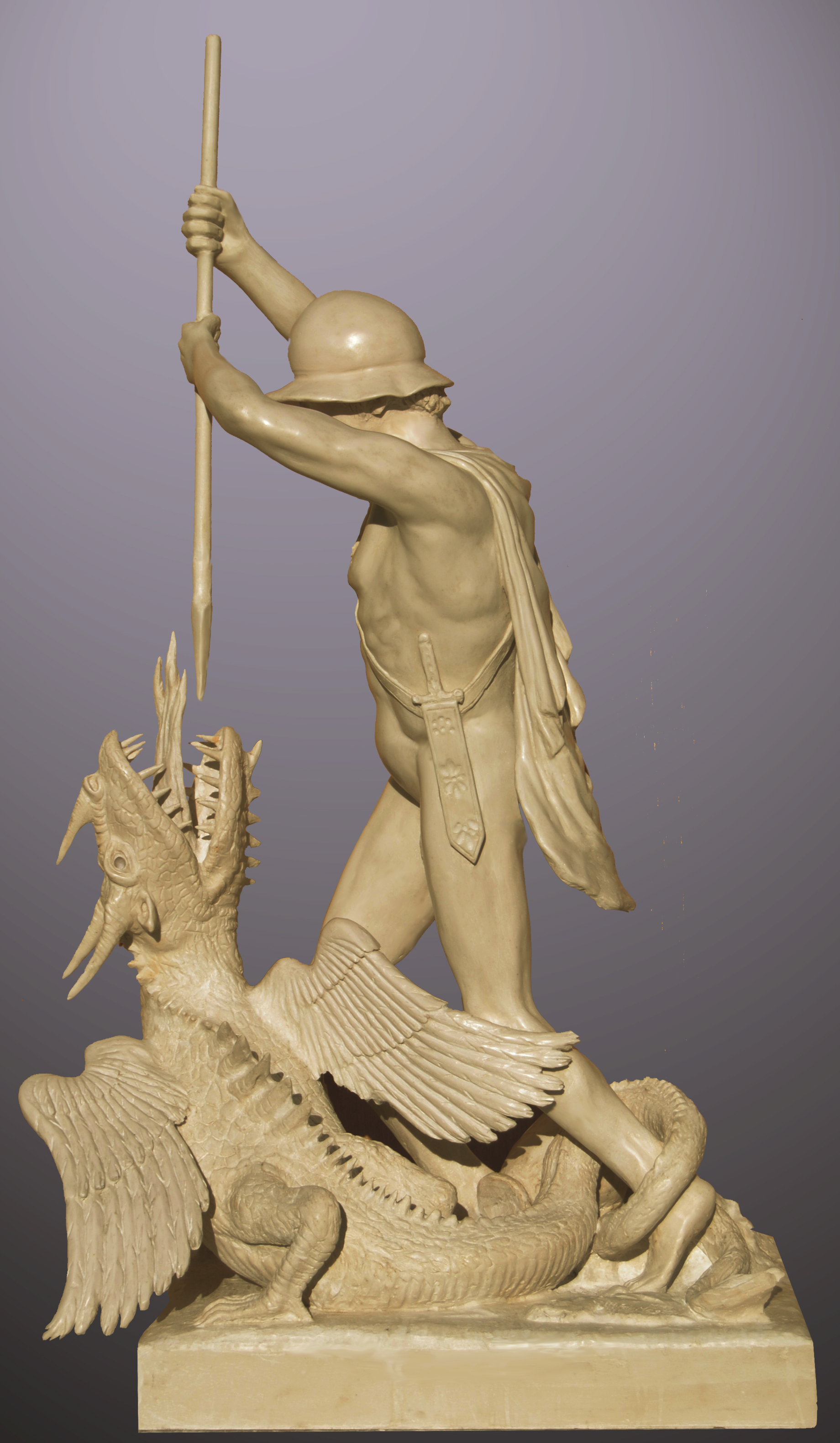
José Manuel Félix Magdalena: Kadmosz megöli a sárkányt, mesterséges márvány (20. század)

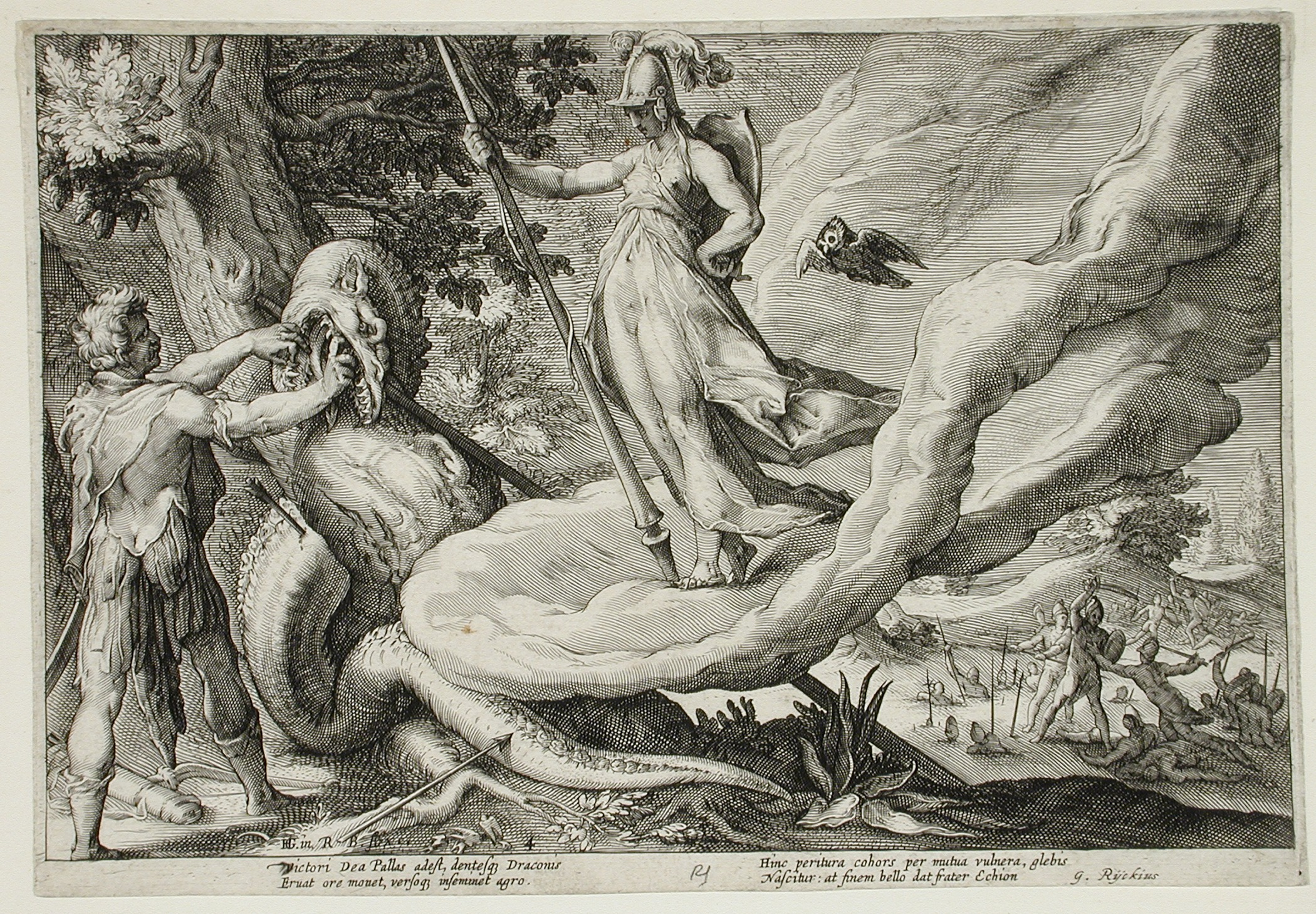
Hendrik Goltzius: Kadmosz' kiszedi a sárkány fogait, amelyek fegyveres férfiakká válnak, 1615, Megyei Művészeti Múzeum, Los Angeles

A görög mitológiában Arésznak, az értelmetlen vérontás és kegyetlen öldöklés istenének a forrását, őrizte egy sárkány. Ennek a később legyőzött sárkánynak a fogaiból kikelt harcosokat nevezik sárkányfogveteménynek a görög mítoszokban. A (szpartoszok Σπαρτοί „vetett emberek”) története több antik mítoszban is szerepel. A „vetett emberek” Kadmosz thébai király által megölt sárkánykígyó elvetett fogaiból növekedtek ki a földből, és születésüket követően azonnal egymásnak estek. Addig harcoltak, amíg végül csak öten maradtak életben közülük. Ők öten és Kadmosz alapították azt a hat települést, amelyekből azután Thébai városa végül létrejött és több falu (kómé) egybeolvadásából megszületett. Ezt az alapítás legendája is megerősíti, a legelőkelőbb thébai nemzetségek a szpartoszokra vezették vissza családfájukat. Kadmosz  Európába  érkezésével kezdődtek a thébai mondakör mítoszai.

## Története

### Kadmosz

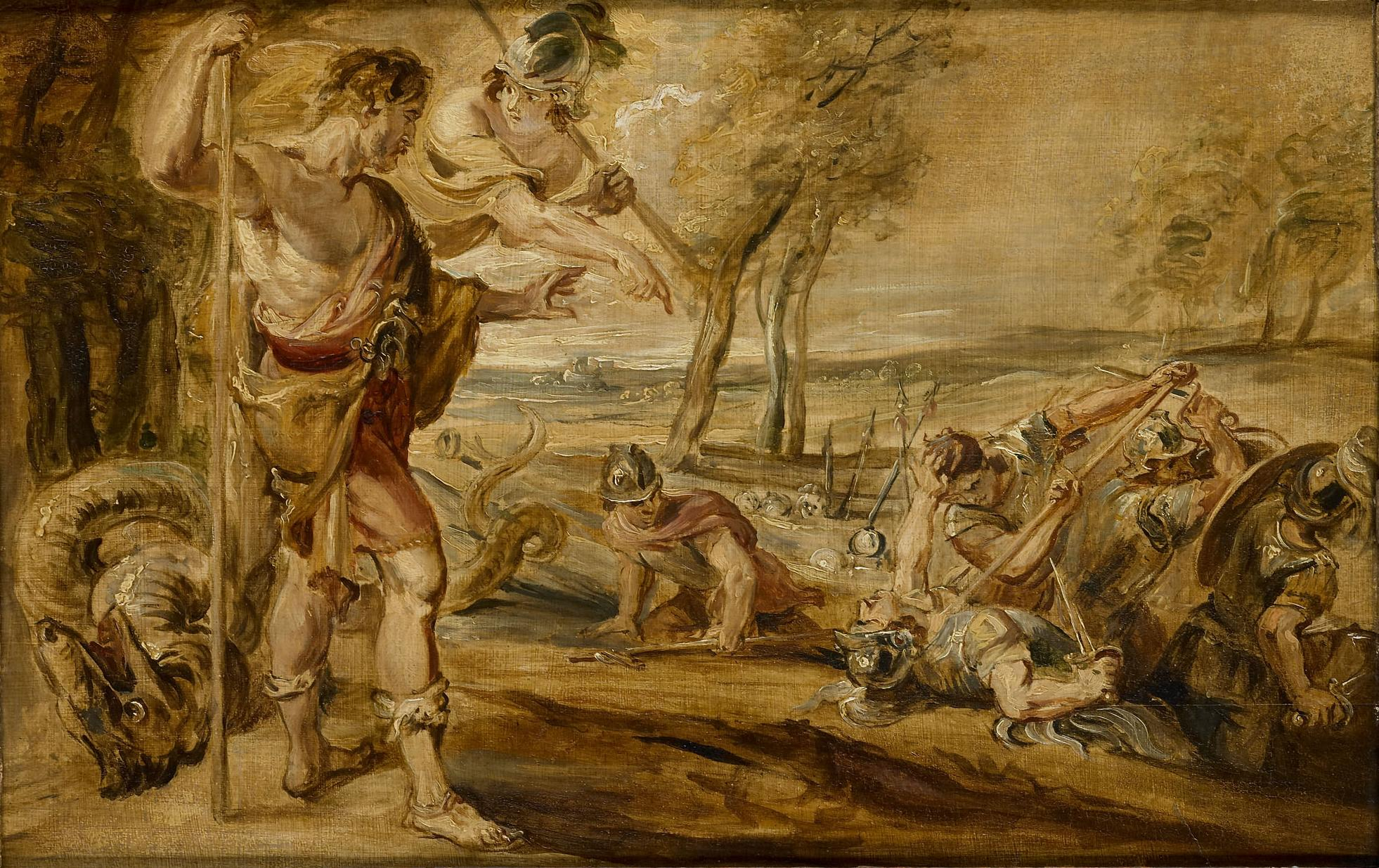
Peter Paul Rubens: Cadmus sowing dragon's teeth „Kadmosz elveti a sárkányfogakat”, Rijksmuseum

Egy ógörög monda szerint – amikor Zeusz elrabolta Kadmosz nővérét, Europét, hófehér
bika képében a hátára csalogatta, és a tengeren keresztül Kréta szigetére ragadta – Kadmosz elindult megkeresni őt. Delphoiban, a Parnasszosz hegy oldalában lévő  Apollón szentély jósdájában megkérdezte, hogy hol találhatja meg elrabolt testvérét. Talányos jóslatában Püthia papnő azt tanácsolta neki, hogy ne kutasson tovább céltalanul, hanem kövessen egy tehenet, és ott alapítson egy várost, ahol a tehén összeesik a fáradtságtól. Kadmosz ezért a kapott jóslatot követve Boiótiába utazott, ahol Pallasz Athéné istennő azt kérte tőle, hogy öljön meg egy sárkányt. Kadmosz megküzdött a sárkánnyal, amely társait darabokra tépte. A küzdelmet követően az embereket egyébként szerető istennő tanácsára elvetette a megölt sárkány fogait a fölszántott földbe. A sárkányfogakból harcosok (szpartoszok, „vetett emberek”) keltek ki, akik azonnal pusztítani kezdték egymást, és az ádáz harc végén csak öt maradt közülük életben.
Az öt túlélő harcos – Khthonisz („földember”), Udaiosz („földből való”), Pelórosz („óriás”), Hüperénór („hatalmas erejű”), Ekhión („kígyó”) – és Kadmosz együtt alapították meg Kadmosz városát, amely később a Thébai nevet kapta.

### Iaszón

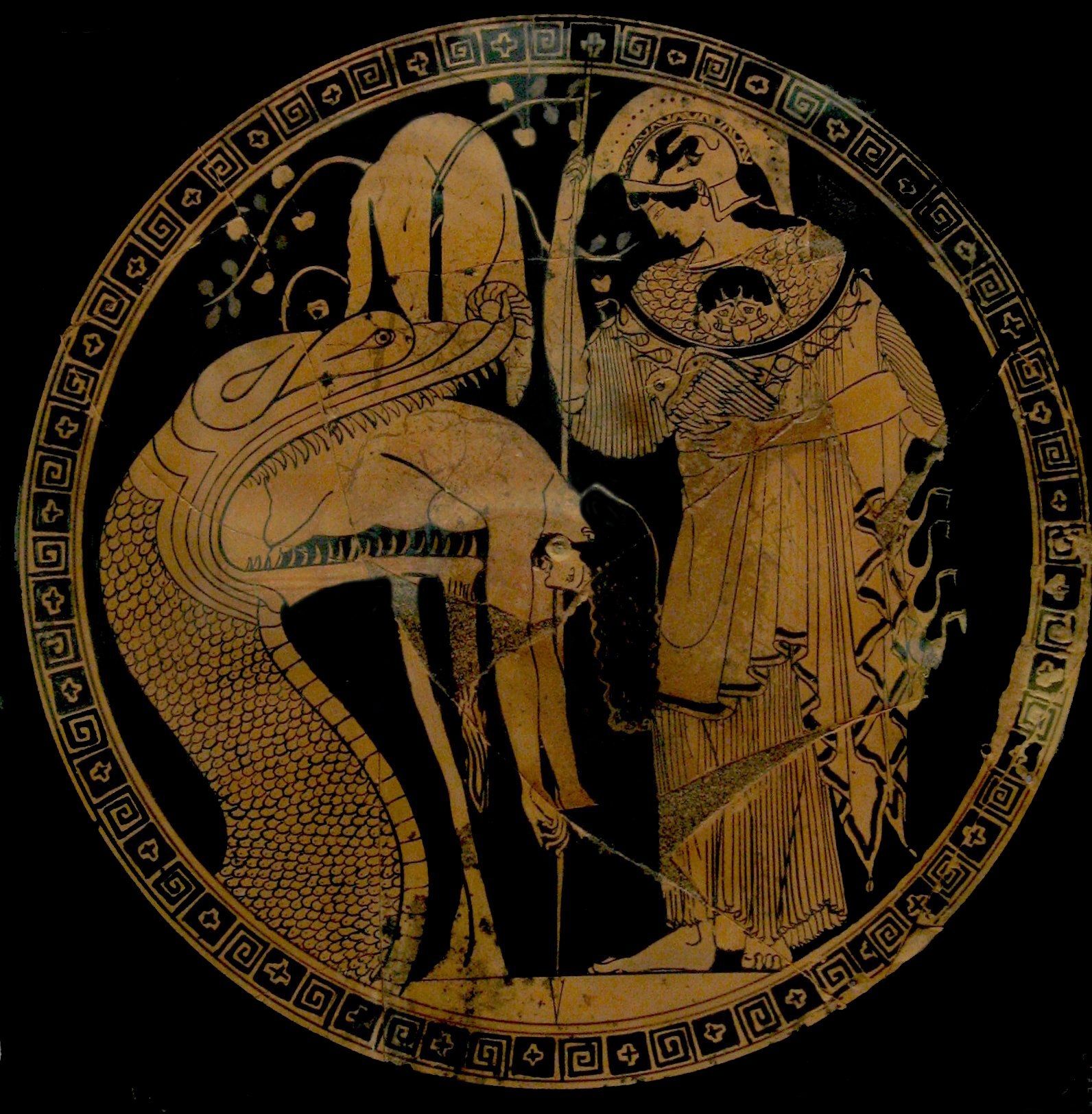
Iaszón és az aranygyapjút védő sárkánykígyó, mellettük Pallasz Athéné, Iaszón és az argonauták Kolkhiszra hajóztak az aranygyapjúért

Hasonló mitikus történet maradt fenn a görög mitológiai hős Iaszónnal, az Argonauták vezetőjével kapcsolatban is. Iaszón az Argó hajóval az argonauták segítségével kívánta megszerezni a kolkhiszi aranygyapjat. Az aranygyapjút azonban éjjel-nappal őrizte Aiétész kholkoszi király sárkánya. Aiétész csak abban az esetben volt hajlandó odaadni Iaszónnak az aranygyapjút, ha a hős elveti a sárkányfogakat, és estig le is aratja. A király lánya, Médeia figyelmeztette Iaszónt, hogyan győzheti le a sárkányfogból sarjadt veteményt. Félelmetes óriások nőttek ki ugyanis a földből, de Iaszón Médeia tanácsaira hallgatva kiállta a próbát és lekaszabolta az óriásokat. Iaszón azonban hűtlen lett Médeiához, és elhagyva gyermekei anyját, Kreón király lányát akarta nőül venni. Médeia őrjöngésében szörnyű bosszút állt: méreggel átitatott ruhát ajándékozott az új menyasszonynak.
Publius Ovidius Naso római költő Átváltozások című, történeti érdekességű, a görög-római mitológiát átfogóan bemutató műve. A hexameteres mitológiai költemény görög és római átváltozás-mítoszokat sorakoztat fel. A tizenöt könyvre felosztott költemény-ciklusban szerepel Iaszon és Médeia mítosza is.
| Publius Ovidius Naso Átváltozások (METAMORPHOSES) Iason és Medea …S a bikák rá bőszen azonnal rémületes szemüket szegezik, vas-szarvval ijesztik, kettős körmükkel kalapálnak a porpuha földön, és teletöltik a tájat a füstlehelő bőgéssel. Megmerevül minden Minyas-fi; megy ő, nem is érzi lánglélegzetüket (nagy erővel bír a varázsszer), már a lebernyegüket simogatja merészen a jobbja, majd leigázza nyakuk, súlyos terhét az ekének vonják kényszerüen, szűz földet szántanak immár. Ámul a colchisi nép; rivalog Minyas ivadéka: buzdítják a merészt. Mer elő ércmívü sisakból sárkányfog-magvat, s ama túrt televényt telehinti. Méregben-mártott magvak foszlódnak a földben, serken a fogvetemény, magasul csupa emberi testté. Mint anyahasban a csöpp magzat ha vesz emberi képet s minden arányát már odabenn megkapja a kisded, s légre csak úgy érhet, mikor immár teljesen érett: földnek ölében aképp e sok emberi alkat, amint már teljes lett, a szülő földből a világra kilépett; és, mi csodásabb: kél, s fegyvert ráz rögtön, amint él.… – részlet, fordította Devecseri Gábor |

## Sárkányfog

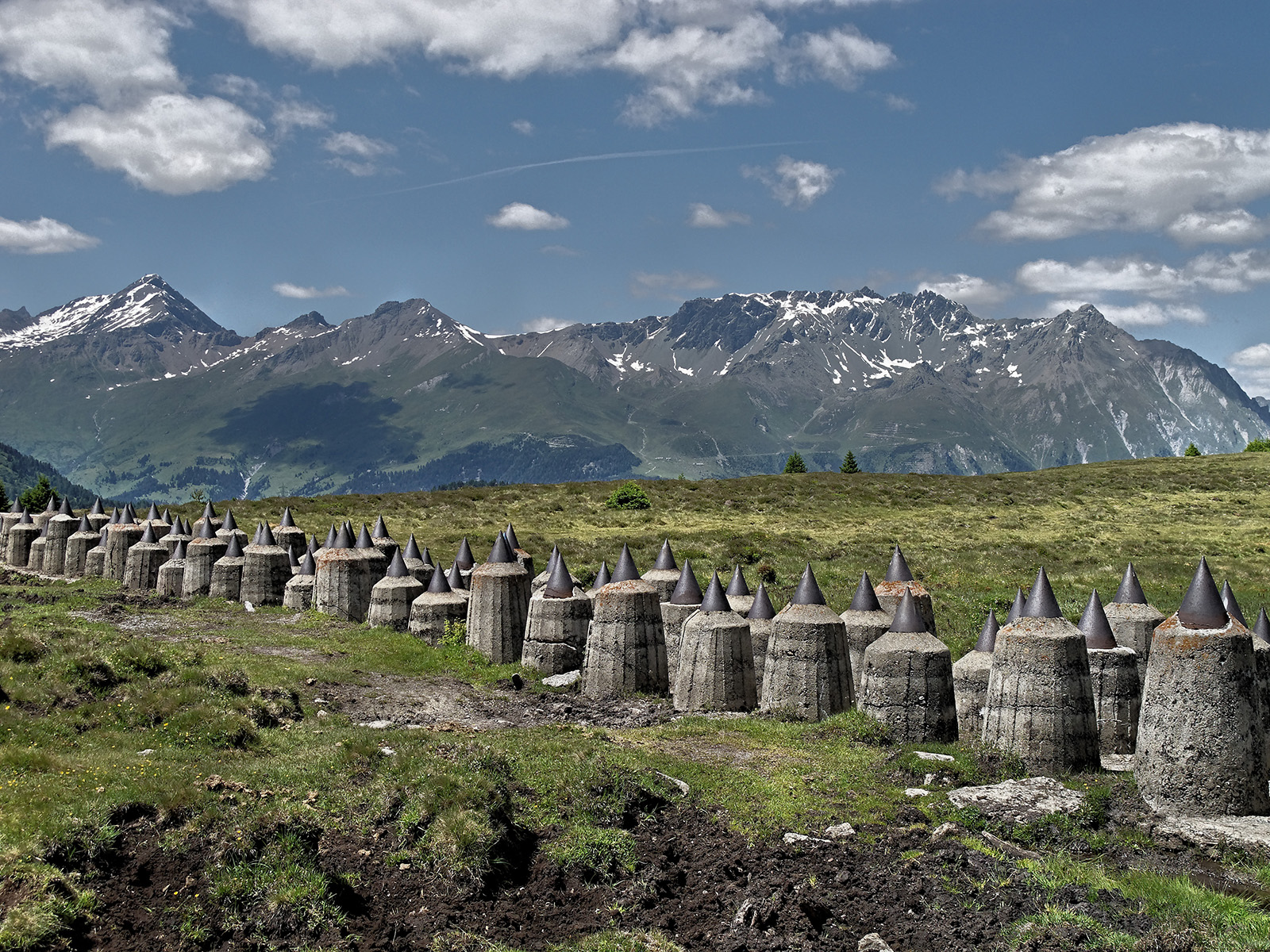
Sárkányfog akadály Pian dei Morti Dél-Tirolban, Olaszország

A sárkány szimbóluma az ókori görög mítoszokon kívül számos nép kultúrájába bekerült. Az ókori egyiptomiak a világmindenséget jelképező uroboroszt a saját farkába harapó kígyóként vagy vicsorgó sárkányként ábrázolták. A középkorban úgy tartották, hogy a sárkányfog amulettként viselve megvéd a veszedelemtől.
A modern harcászatban a harcban álló felek egymás haladási útvonalának korlátozását sokszor sárkányfognak nevezett útakadályokkal érik el.